# Закон про злочинні племена
Закон про злочинні племена (ЗЗП) — узагальнена назва різних частин колоніального законодавства в Індії під час британського правління з 1870-х років. Вони криміналізували цілі громади, назвавши їх звичайними злочинцями.
Перший ЗЗП, Закон про злочинні племена 1871 року, застосовувався здебільшого в Північній Індії, перш ніж він був поширений на Бенгальське президентство та інші області в 1876 році та оновлений до Закону про злочинні племена 1911 року, який включав Мадраське президентство. Протягом наступного десятиліття до Закону було внесено кілька поправок, і, нарешті, версія 1924 року включила їх усі.
Під час здобуття Індією незалежності в 1947 році тринадцять мільйонів людей у 127 громадах зазнавали обшуку та арешту, якщо будь-якого члена групи виявляли за межами встановленої території. Закон про злочинні племена 1924 року було скасовано в серпні 1949 року, а колишні «злочинні племена» 1952 року були денотифіковані, коли Закон було замінено Законом про звичайних злочинців 1952 року. У 1961 році уряди штатів почали публікувати списки таких племен.
Сьогодні існує 313 кочових племен і 198 номатичних племен Індії, які продовжують стикатися з її спадщиною через постійне відчуження та стереотипні уявлення про поліцейську та судову системи та зображення в медіа.

## Спільноти як «злочинці»
Визначення цілих громад злочинцями, варварами, бродягами чи злодіями ґрунтується на кастовій дискримінації Індії. Антрополог Анастасія Пілявський стверджує, що стереотип «злочинних племен» має глибоку історію і виник ще до колоніального законодавства в Індії. Вона додає,
гіпнотизм цієї упередженості [колоніальної конструкції злочинних племен] є надзвичайним і залишає десятки освічених і талановитих істориків глухими до голосів, які були там до, під час і після того, як європейці досягли субконтиненту та залишили його.
В античній і середньовічній літературі індійського субконтиненту є згадки про заборонені племена. До них належать ведичні Араньяки, епоси Рамаяна та Махабхарата, стародавні та середньовічні оповідання Катхи, драми та казки Джатака. У цих текстах дороги, гірські перевали та лісові стежки кишать бандами розбійників, які чекають, щоб пограбувати торговців і мандрівників. Вони походять з лісів, які знаходяться на периферії цивілізації в брахманській космології. Вони знаходяться на «космічній окраїні, пустці, соціально негативному просторі, де живуть різноманітні сторонні особи незвичні до морального, ритуального, правового та соціального життя». Мудрець Ману писав про них, що вони жили за межами села, носили одяг мертвих, їли їжу з розбитого посуду та кочували з місця на місце. Історик Дів'я Черіан у своїй історії Королівства Марвар у XVIII столітті повторює доколоніальне коріння «злочинних племен». Колишній штат Ратор пояснював притаманну тенденцію до вбивства тварин і злочинів громад Торі та Баврі. Архівні записи свідчать про занепокоєння адміністраторів Ратору, які вважали ці громади схильними до крадіжок і нападів на села. Хоча інші громади в королівстві також займалися рейдерством, їх не класифікували як злочинні за своєю суттю. Тому Черіан стверджує, що «комплекс факторів — безземельність, бідність і, як наслідок, військова слабкість — на додаток до спадкового зв'язку зі злодійством призвели до сприйняття касти як злочинної».

Светамбара дає вказівки, c. 1750–60.

Пілявський також резюмує їх як соціально-політичні рішення з різними цілями, які передували колоніальним законодавствам і подальшому складанню списків,
Автори стародавніх трактатів, правителі Великих Моголів, європейські мандрівники в доколоніальній Індії та мандрівні групи (сьогодні та в минулому) усі закликали до ідеї спадкових розбійницьких племен для досягнення широкого кола відмінних цілей.
Проте, колоніальне панування просунуло ці стереотипи вродженої злочинності, щоб цементувати вертикальні відносини влади. Крім того, сучасний дискурс злочинності в Британії також вплинув на сприйняття та реакцію у великих колоніях, таких як Індія; клас і каста, здавалося, сходилися в правовому дискурсі та законодавстві Індії.

## Історія колоніальних законів

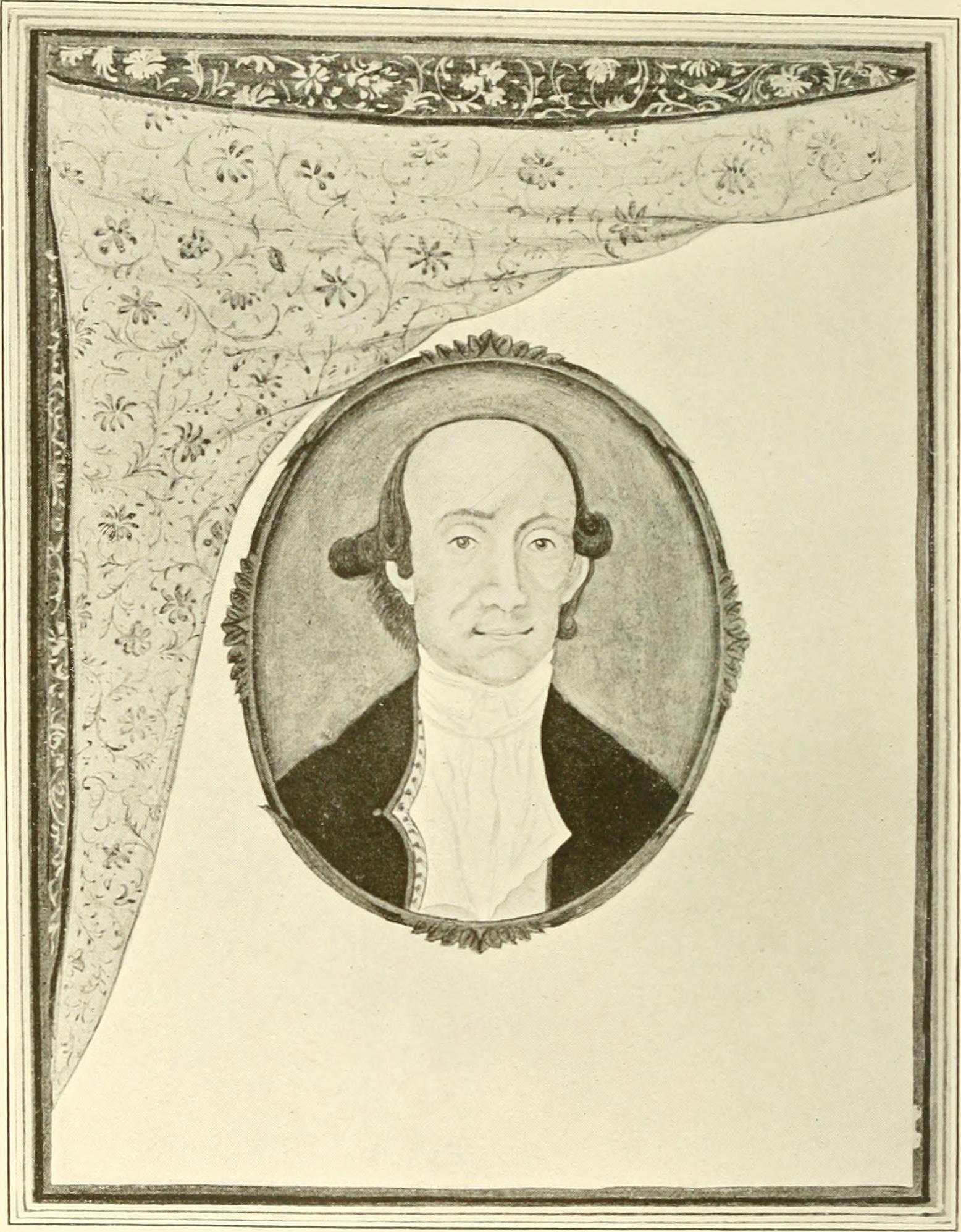
Губернатор Воррен Гастінгс

### Витоки
Професор Генрі Шварц зазначає, що ще в 1772 році, за правління Воррена Гастінгса, законодавчі норми дозволяли покарати сім'ю та село злочинця. Існуюча судова практика ґрунтувалася на тому, що злочинність в Індії була спадковою, а злочинці були такими за професією та належали до однодумців. Зростання групового пограбування мешканцями низинних сіл наприкінці XVIII століття значною мірою було спричинене адміністративними реформами Корнуолліса, а не змінами в моделях економічного виробництва. Реформи змінили зобов'язання щодо доходів від землі та відносини орендар-лендлорд, а також поліцію та судову систему в колоніальній Індії. Положення XII 1793 року законодавчо передбачало, що «блукаючі» громади можуть бути змушені працювати на дорогах або іншим чином примусово поселятися. Британським чиновникам було запропоновано скласти списки цих атрибутів, що стосуються кожної спільноти, і,
класифікувати їх за ознакою корисності для держави. Помітні відмінності стали властивими тенденціями. У поєднанні з погано зрозумілими індійськими поняттями спільноти, такі тенденції стали істотними, незмінними певностями.

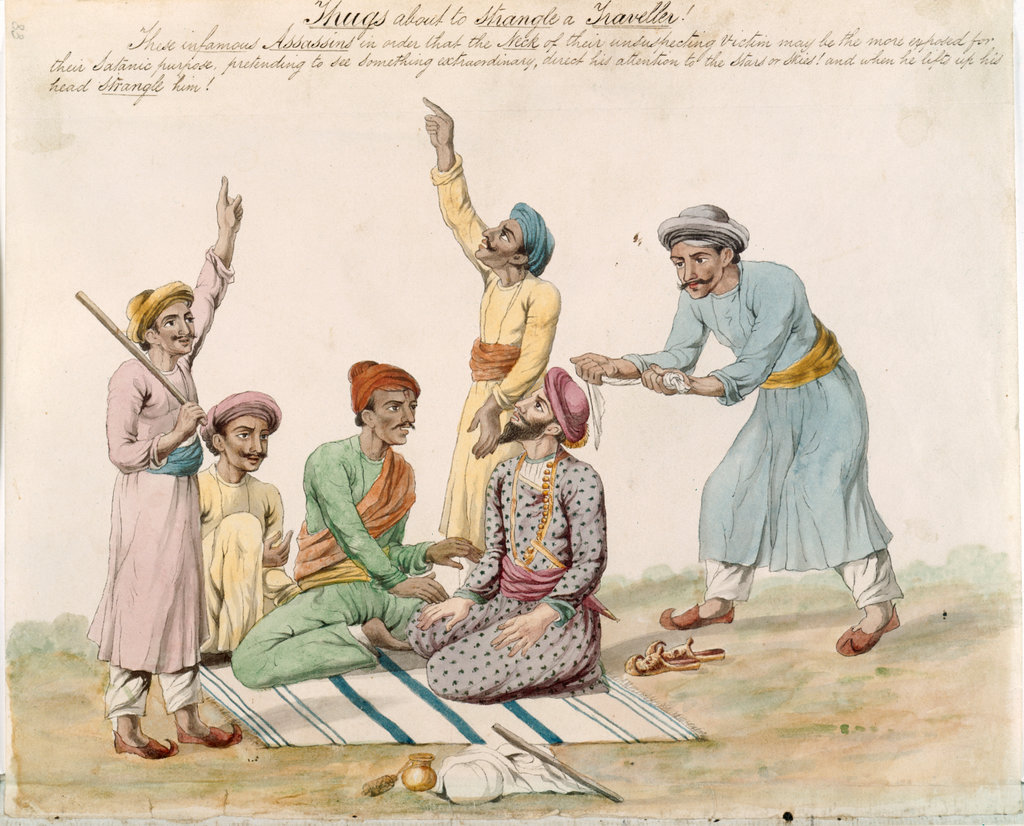
Колоніальне зображення головорізів, які нападають на мандрівника.

Закон Туггі 1836 року створив правовий прецедент для Закону про злочинні племена 1871 року. Колоніальні записи характеризують бандитів за п'ятьма якостями: задушливість, таємність, організованість, старовинність і релігійність. Це відрізняло їх від інших категорій злочинів і лягло в основу акту 1836 року. Проте, ці домовленості та звичайна мова передували приходу британців в Індію. Закон Туггі забезпечив юридичну практику для розуміння злочину в Індії як організованого та спадкового в особі бандита. Закон дозволяв засуджувати осіб виключно за приналежність до злочинної групи без доказів скоєння злочину. Перша згадка про бандита в британських архівах є під час розслідування вбивства в 1809 році. В індійському регіоні Етава доповідь магістрату Джеймса Лоу головнокомандувачу Вільяму Даудсвеллу описує залучених головорізів як міцно об'єднаних, організованих, старовинних і таємних. Того ж року в іншій доповіді судді Т. Брука Даудесвеллу далі було визначено thuggee як «злочин, під час якого до мандрівників, які нічого не підозрюють, підходили переодягнені, душили шарфом або кетгутовою ниткою, грабували та ховали». Те саме визначення було наголошено в доповіді Річарда Шервуда в 1819 році, а також те, що ці групи були дуже різноманітними, включаючи численні касти, релігії та етнічні групи. У 1830 році Вільям Генрі Сліман анонімно опублікував статтю, яка закріпила розуміння того, що це релігійна практика. Згодом Сліман написав три книги про бандитів.
Водночас кінець ХІХ століття став важливим поворотним моментом для британського правового дискурсу з далекосяжними політичними та ідеологічними наслідками. Інтерес громадськості до злочинності зростав; злочин і злочинці все більше ставали частиною популярних фактів і вигадки. Було названо декілька причин злочинності, зокрема алкоголь, бідність, урбанізація, перенаселеність і занепад моралі. Теорії еволюції Дарвіна також викликали нові соціальні та політичні дискусії. Одна школа приписувала злочинність генетичним ознакам, які передаються з покоління в покоління. Він передбачав відхід від серйозних розслідувань до причин злочину.
Соціолог Міна Радхакрішна стверджує, що моральний і матеріальний прогрес вимагав швидшого темпу завдяки ряду нових соціальних і політичних політик у колоніях. Вона також зазначає, що після повстання 1857 року багатьох вождів племен назвали зрадниками та вважали бунтівниками. Однією з важливих осіб, які брали участь у повстанні, був Банке Чамар.
Колоніальний уряд вважав, що розмежування між мандрівними злочинними племенами, бродягами, мандрівниками, мандрівними торговцями, кочівниками, циганами та євнухами (хіджрами) було важко провести. Їх усіх об'єднали, а їхні наступні покоління помітили як проблему закону та порядку в державі. Хоча до списку були додані різні маргіналізовані кастові групи, колоніальний уряд використовував категорію «плем'я» для риторичних та адміністративних цілей. Ця категоризація викликала якості «дикості» та «здичавіння» в тому, як ця каста, здавалося, зазнала поразки.
За цими актами, етнічні чи соціальні спільноти в Індії визначалися як «залежні від систематичного вчинення злочинів, які не підлягають звільненню під заставу», таких як крадіжки, і були зареєстровані урядом. Дорослих чоловіків з груп змушували щотижня з'являтися в місцеву поліцію, а також вводили обмеження на їх пересування.
Колоніальний уряд підготував список «злочинних каст», і всі члени, зареєстровані в цих кастах за кастовим переписом, мали обмеження щодо регіонів, які вони могли відвідувати, пересуватися або людей, з якими вони могли спілкуватися. У деяких регіонах цілі кастові групи вважалися винними за народженням, арештовувалися, дітей розлучали з батьками та утримували у виправних колоніях або на карантині без засудження чи належного процесу.

### Пропозиція та обґрунтування
Незважаючи на попередні правила, до 1871 року жодна спільнота чи каста не класифікувалися як кримінальні. У 1871-72 роках засуджені вищих каст були більш пропорційними до свого населення порівняно з відсталими кастами. Однак після повстання 1857 року британські колоніальні офіцери належним чином відзначили схильність корінних племен до повстань, причому зі зброєю. Т. В. Стівенс, головний архітектор закону 1871 року та член Комісії закону та порядку, представляючи свій диявольський закон, сказав:
Особливістю Індії є кастова система. Так, трейдери діють за кастою. Родина теслярів буде теслями, століття чи п'ять століть… З цієї точки зору значення професіонала зрозуміле. Це означає племена, чиї предки були злочинцями з незапам'ятних часів, які самі були приречені через використання каст для вчинення злочинів і чиї нащадки будуть порушниками закону, доки все плем'я не буде знищено або покладено на манер головорізів. Коли людина каже вам, що він порушник закону, він був таким від початку і буде таким до кінця, реформа неможлива, тому що це його професія, його каста, я можу сказати, його релігія. злочинність.
Джеймс Фітцджеймс Стівен свідчив: «Коли ми говоримо про професійних злочинців, ми… (маємо на увазі) плем'я, предки якого були злочинцями з незапам'ятних часів, які самі приречені на вчинення злочинів завдяки кастовій приналежності, і чиї нащадки будуть злочинцями проти закону, доки все плем'я не буде знищено або не буде визнано головорізами». Хоча дуже небагато чиновників висловлювали занепокоєння щодо наділення поліції занадто великими повноваженнями, більшість британських адміністраторів схвалювали драконівські заходи.
Британський уряд призначив В. В. Гантера, високопоставленого чиновника, провести «великий аналіз» після сто років британського панування в Індії. Серед інших досягнень він зазначив, що Індія стала «більш безпечною, процвітаючою» країною, а «речі, дакаїті та хижі касти [були] придушені».

### Область застосування
Закон про злочинні племена був одним із багатьох законів, прийнятих британським колоніальним урядом, які застосовувалися до індійців на основі їхньої релігії та кастової належності. Закон про злочинні племена та його положення використовували термін «племена», який включав касти. Цій термінології надавали перевагу з різних причин, у тому числі через чутливість мусульман, які вважали касти за визначенням індуїстськими, і надавали перевагу племенам як більш загальному терміну, який включав мусульман.
Спочатку Закон застосовувався лише до північно-західних провінцій, штату Оуд і Пенджабу.
У 1883 році було розпочато розслідування, щоб дослідити необхідність поширення Закону на решту Індії, і отримано ствердну відповідь. У 1897 році до Закону було внесено ще одну поправку, за якою органи місцевого самоврядування були уповноважені засновувати окремі «реформаційні» поселення для хлопчиків із племені віком від чотирьох до вісімнадцяти років окремо від батьків.
У 1911 році він був також прийнятий у Мадраському президентстві, в результаті чого ціла Індія потрапила під юрисдикцію цього закону. Переглянута версія закону тоді торкнулася 1 400 000 людей, які належали до кочових громад, особливо Єрукала, Коравар і Корача. У тому ж році він був застосований у Бомбейському президентстві.
У 1908 році для повідомлених племен були побудовані спеціальні «поселення», де вони повинні були виконувати каторгу. З наступними поправками до закону було посилено штрафні санкції, а зняття відбитків пальців усіх членів кримінального племені було зроблено обов'язковим. Такий суворий контроль, на думку багатьох вчених, було встановлено, щоб гарантувати, що повстання в майбутньому не відбудуться.
Згодом він був поширений на решту Британської Індії, частково або повністю.

### Колоніальне законодавство в 1860-х роках
Відповідно до Кримінального кодексу Індії 1860, «Розділ 401: Покарання за приналежність до банди злодіїв.—Кожен, хто в будь-який час після прийняття цього Закону, повинен належати до будь-якої бродячої чи іншої банди осіб, пов'язаних із звичайним вчиненням крадіжок або пограбувань., і не будучи бандою головорізів чи бандитів, караються тюремним ув'язненням на строк до семи років, а також підлягають штрафу». Дивлячись на історичний контекст законотворчості в Британській Індії, здається, що створення законів було спрямоване не лише на вирішення соціальних питань, а й служило засобом для формування іміджу імперського уряду. Такі закони, як ЗЗП, були прийняті, щоб визнати та боротися з широко поширеним «соціальним злом», і акт передав це повідомлення широкій громадськості (Сафдар 20).
Коли колоніальна держава анексувала Пенджаб, це створило численні проблеми через його географічне розташування та близькість до Афганістану та неспокійних північних регіонів Індії. Статистика злочинності 1860-х років була суперечливою, з випадковими коливаннями, які колоніальні адміністратори пояснювали різними причинами, такими як неврожай і кочовий спосіб життя деяких племен. Протягом 1860-х років колоніальна законодавча діяльність у Пенджабі в основному була спрямована на вирішення проблеми злочинної діяльності певних племен, що становило серйозний виклик для адміністрації провінції. Ці злочинні племена часто сприймалися як соціальне зло і загроза економічній опорі населення, яким було сільське господарство. Колоніальні чиновники визнали важливість підтримки законності та порядку в провінції та запровадили різні правові статути, такі як Закон про злочинні племена (ЗЗП), для досягнення цієї мети. ЗЗП був спрямований на найбільш доступних і помітних підозрюваних. Ці злочинні племена вже зазнали соціального остракізму через відсутність у них «тваринного капіталу» або «земельного капіталу», що визначало соціальний статус людини в доколоніальному Пенджабі. Ця соціальна структура була формалізована за капіталістичних способів виробництва, запроваджених колоніальною державою (Сафдар 20).

### Маркування та обмеження
Касти та племена, «повідомлені» відповідно до Закону, були названі злочинними племенами через їхні так звані «злочинні схильності». У результаті кожен, хто народився в цих громадах по всій країні, вважався «природженим злочинцем», незалежно від його кримінальних прецедентів. Це дало поліції широкі повноваження заарештовувати їх, контролювати та контролювати їхні пересування.
Після того, як плем'я було офіційно повідомлено, його члени не мали можливості скасувати такі повідомлення в судовому порядку. Відтоді їхні переміщення контролювали за допомогою системи обов'язкової реєстрації та перепусток, які вказували, де власники могли подорожувати та проживати, а окружні магістрати були зобов'язані вести облік усіх таких людей.

### Колоніальна підтримка
Британський уряд зміг заручитися значною підтримкою громадськості, включно з націоналістичною пресою, для скоєних ексцесів, оскільки Закон про злочинні племена широко подавався як захід соціальних реформ, який виправляв злочинців через роботу. Однак, коли вони намагалися заробити на життя, як усі, вони не знаходили роботи за межами поселення через громадські упередження та остракізацію.

## Соціальний вплив

### Кочівники проти поселенців
Історик Девід Арнольд припустив, що оскільки багато з цих племен були невеликими спільнотами бідних, низьких каст і кочових людей, які жили на периферії суспільства, живучи як дрібні торговці, скотарі, цигани, племена, що жили на горах і лісах, вони не відповідали до переважаючих європейських стандартів життя, які передбачали осіле сільське господарство та найману працю. Ті, хто веде кочовий спосіб життя, вважалися загрозою суспільству ХІХ століття і вимагали контролю або принаймні нагляду.
Історик Джессіка Хінчі стверджує, що закони також змінили положення сімей у космосі; воно географічно перерозподілило та знерухомило населення на основі сімейних одиниць.

### Соціальна інженерія
Цей захід був частиною ширшої спроби соціальної інженерії, яка вбачала, наприклад, класифікацію каст як «землеробських» або «військових» як засіб полегшення розподілу власності або визнання груп, лояльних до колоніального уряду. і тому придатні для набору в армію, відповідно.
В іншому місці концепція реформаторських шкіл для таких людей була вже започаткована в середині ХІХ століття соціальними реформаторами, такими як Мері Карпентер (1807—1877), яка першою ввела термін «небезпечні класи».
Оскільки вважалося, що поведінка є спадковою, а не навченою, злочинність стала етнічною, а те, що до того часу було лише соціальним детермінізмом, стало біологічним детермінізмом.

### Розселення племен
Багато племен були «поселені» в селах під охороною поліції, завдання якої полягало в тому, щоб жоден зареєстрований член племені не залишався без попередження. Також поширеним було встановлення каральних поліцейських постів у селах з історією «проступків».
Поселення Азіз Нагар в окрузі Південний Аркот було відкрито 22 вересня 1913 року для боротьби з так званими злочинними племенами президента Мадраса, включаючи Веппур Параяри та Пірамалаї Каллар в окрузі Південний Аркот. Деякі представники народів Веппур Парайяр і Пірамалай Каллар були заарештовані відповідно до Закону про злочинні племена та створили поселення Азіз Нагар. Пригноблений народ у поселенні Азіз Нагар був позбавлений навіть елементарних умов і їжі. Т. М. Джамбулінга Мудаліар неофіційно відвідав поселення Азіз Нагар і забезпечила постраждалих там продуктами харчування та предметами першої необхідності. Джамбулінга Мудаліар різко виступав проти Закону про кримінальні племена, але лише Закон про кримінальні племена проти Ванніяра Падаячі з Південного Аркота був скасований.
У наступні десятиліття, щоб уникнути судового переслідування за Законом, багато з цих повідомлених племен почали кочове життя, живучи на периферії суспільства.

## Жертви
Професор історії Рамнараян Рават стверджує, що злочинні касти за народженням за цим Законом спочатку включали Ґуджар, але розширилися наприкінці ХІХ століття, щоб включити більшість чамарів, а також саньясі та гірські племена. Інші основні британські кастові групи, засновані на переписах населення, які були включені до числа злочинців за народженням згідно з цим Законом, включали Боурі, Будди, Бедіа, Куполи, Лодхі, Дорми, Гуджари, Ребарі, Пасі, Дасади, Нонії, Мусахіри, Раджвари, Гахсі Боаї, Дхарі, Совакх'яс. Одним із таких заходів був Закон про злочинні племена 1871 року, відповідно до положень якого Міни (Міна) було внесено до першого списку Закону 1872 року в Союзі штатів Патіала та Східний Пенджаб, Раджастан і Пенджаб
Сотні індуїстських громад потрапили під дію Закону про злочинні племена. До 1931 року колоніальний уряд перерахував 237 злочинних каст і племен, що підпадають під закон тільки в Мадраському президентстві.

### Жінки
Жінки з незареєстрованих і кочових громад стали жертвами після ЗЗП і часто стикалися з серйозними порушеннями прав людини та зловживанням владою з боку різних суб'єктів, включаючи правоохоронні органи, політиків, землевласників і сільські громади. Ці жінки особливо вразливі до експлуатації та насильства через свій маргіналізований статус, і вони часто стають жертвами кожної з них. Вони стикаються зі зловживанням владою з боку поліції та кастових громад у селах, які арештовують або незаконно ув'язнюють їх за злочини, скоєні іншими. Жінок і дітей не щадять, оскільки вони стають легкою мішенню для хтивого і корумпованого персоналу в правоохоронних органах і землевласників у селах. У результаті жінки з цих спільнот страждають від фізичних, емоційних і психологічних травм, увічнюючи цикл маргіналізації, уразливості та експлуатації. Масштаби цих порушень прав людини очевидні в опитуванні громади, що відображає нагальну потребу в діях для вирішення цієї системної проблеми (Borker 9). Наприклад, жінка з племені нандівале, яка заробляє на життя продажем посуду та столових приборів, піддалася насильницькому нападу в районі Індапур району Пуна. Її звинуватили в крадіжці срібних ложок із дому та без жодного розслідування роздягли та побили. Її приналежність до племені, яке колись вважалося злочинним, вважалося достатнім доказом її провини. На диво, поліція навіть не зареєструвала справу з цього приводу (Borker 12).

### Вплив на спільноти третьої статі
Незважаючи на те, що в основному він був спрямований на племінні громади, різні інкарнації Закону про кримінальні племена також включали положення, що обмежують права трансгендерів і осіб і громад, які не відповідають гендерним вимогам, в Індії. За Законом мішенню, зокрема, були хіджри.
Закон про злочинні племена 1871 року створив категорію «євнух» для позначення багатьох, часто непов'язаних гендерно неконформних спільнот в Індії, включаючи хіджрів, хваджасарай і коті. Ярлик «євнух» використовувався як загальноприйнятий термін для тих, хто вважався невідповідним традиційним британським ідеалам маскулінності, хоча насправді більшість спільнот, класифікованих як «євнухи», не ідентифікували себе як чоловіків чи жінок.
Відповідно до Закону про злочинні племена, євнух міг бути або «поважним», або «підозрілим». Поважні євнухи не займалися «викраденням, кастрацією чи содомією», тоді як підозрілі євнухи виступали публічно та носили те, що британські чиновники класифікували як жіночий одяг. Закон про злочинні племена забороняв будь-яку поведінку, яка вважалася «підозрілою», попереджаючи, що кожен, хто бере участь у традиційних заходах хіджри, таких як публічні танці чи одягання в жіночий одяг, буде заарештований та/або змушений сплатити штраф.
Колоніальна влада стверджувала, що «євнухи» повинні бути зареєстровані відповідно до Закону, щоб запобігти викраданню дітей та/або участі в содомії. Насправді було мало офіційних доказів того, що будь-які гендерно неконформні спільноти в Індії викрадають дітей або багато дітей живуть у гендерно неконформних громадах. Кілька дітей, які, як було виявлено, жили з хіджрою, були вилучені з-під опіки, незважаючи на те, що більшість дітей не мали інших законних опікунів і були усиновлені в спільноту хіджри, оскільки вони були сиротами або небажаними для своїх біологічних сімей.

## Реформа закону
Ця практика стала суперечливою і не користувалася підтримкою всіх британських колоніальних чиновників. Генрі Шварц, професор Джорджтаунського університету, який спеціалізується на історії колоніальної та постколоніальної Індії, писав, що цю десятирічну практику було скасовано на початку ХХ століття, коли було проголошено, що людей «не можна ув'язнювати на невизначений термін через презумпцію [ успадкований] поганий характер».
У 1936 році Джавахарлал Неру, засуджуючи Закон, прокоментував: «Жахливі положення Закону про злочинні племена являють собою заперечення громадянської свободи. Жодне плем'я [не може] вважатися злочинним як таке, і весь цей принцип [є] не співзвучним усім цивілізованим принципи».

### Реформи після здобуття незалежності
У січні 1947 року уряд Бомбея створив комітет, до складу якого увійшли Б. Г. Кхер, тодішній головний міністр Морарджі Десаї та Ґулзарілал Нанда, щоб розглянути справу «злочинних племен». У 1949 році, після тривалої кампанії під проводом таких комуністичних лідерів, як П. Рамамурті та П. Джіванандхам, а також лідера Блоку вперед У. Мутурамалінгама Тевара, який з 1929 року проводив численні агітації в селах, закликаючи людей кинути виклик ЗЗП, число племен, перерахованих у ЗЗП, було скорочено. Незабаром уряди інших провінцій наслідували цей приклад.
Закон було скасовано в серпні 1949 року, в результаті чого 2 300 000 осіб з племен були декриміналізовані. Комітет, призначений у тому ж році центральним урядом для вивчення користі від існування цього закону, повідомив у 1950 році, що система порушує дух індійської конституції.
Масова хвиля злочинності після денотифікації злочинних племен викликала громадський резонанс. Замість ЗЗП був прийнятий Закон про звичайних правопорушників (1952); в ній зазначено, що звичайний злочинець — це особа, яка зазнала суб'єктивного та об'єктивного впливу та проявила певну практику злочину, а також становить небезпеку для суспільства. Новий закон фактично повторно стигматизувала вже маргіналізовані «злочинні племена».

## Тривалі ефекти
Багато з цих позначених племен продовжували нести значну соціальну стигматизацію від Закону та підпадали під дію нового «Закону про запобігання антигромадській діяльності» (ЗЗАД). Багатьом із них було відмовлено в статусі реєстрованих каст (РК), реєстрованих племен (РП) або інших відсталих класів (ВК), що дозволило б їм згідно із законодавством Індії скористатися резервацією. Закон резервував для таких груп місця на державних посадах і в навчальних закладах, тому більшість із них все ще живе за межею бідності та в нелюдських умовах.
Протягом століття з моменту його прийняття злочинна ідентичність, яка притаманна Закону певним племенам, була засвоєна не лише суспільством, а й поліцією, чия офіційна методологія, навіть після скасування Закону, часто відображала характеристики прояву епохи, започаткованої Законом століття тому, коли характеристики злочинів, скоєних певними племенами, ретельно спостерігалися, вивчалися та документувалися.
Новий закон просто перераховує «злочинні племена» як злочинні касти. Сьогодні соціальна категорія, загальновідома як позначені та кочові племена, включає приблизно 60 мільйонів людей в Індії.

## Міжнародна опозиція
У лютому 2000 року Національна комісія з прав людини рекомендувала скасувати Закон про звичайних злочинців 1952 року. Пізніше в березні 2007 року антидискримінаційний орган ООН, Комітет з усунення расової дискримінації (CERD), зазначив, що так звані номади та кочівники, які перераховані через їхні ймовірні «злочинні схильності» згідно з колишнім Законом про злочинні племена (1871 р.), продовжують стигматизуватися відповідно до Закону про звичайних злочинців (1952) (ст. 2 (1)), і звернулися до Індії з проханням скасувати Закон про звичайних злочинців (1952) та ефективно реабілітувати денотифіковані та кочові племена, оскільки більша частина «Закону про звичайних злочинців (1952)» походить від попереднього «Закону про злочинні племена 1871 року», він не демонструє помітного відхилення у своєму намірі, лише дає створеним повідомленим племенам нову назву, тобто Денотифіковані племена, отже, клеймо продовжується, як і гноблення, оскільки закон засуджується з двох причин: по-перше, що «всі люди народжуються вільними та рівними», і по-друге, що він заперечує цінний принцип системи кримінального правосуддя – невинний, доки його вину не буде доведено.
У 2008 році Національна комісія з позначених, кочових і напівкочових племен Міністерства соціальної справедливості та розширення прав і можливостей рекомендувала розширити ті самі застереження, які доступні для зареєстрованих каст і зареєстрованих племен, приблизно до 110 мільйони людей номадичних, кочових або напівкочових племен в Індії; Комісія також рекомендувала, щоб положення Закону про зареєстровані касти та зареєстровані племена (запобігання звірствам) 1989 року також застосовувалися до цих племен. Сьогодні багато урядових і неурядових організацій залучені до покращення цих позначених племен через різні схеми та освітні програми.

## У фільмах
У постколоніальній Індії про ці спільноти знімали фільми з різними зображеннями.
Тамільський фільм Т. Дж. Гнанавеля 2021 року «Джай Бхім» обговорював несправедливість, яка виникла через законодавчі та соціальні упередження щодо цих племен у сучасній Індії. Тамільський фільм 2017 року «Тееран Адхігаарам Ондру» базується на операції «Баварія» в Тамілнаду, де деякі члени кочового племені зображені як дакойти. Другий сезон індійського трансляційного серіалу «Злочин Делі» зображує все ще існуючі упередження та зловживання «денотифікованими племенами» в індійській поліції, політиці та суспільстві.
Щонайменше два короткометражні фільми знято про становище позначених племен в Індії. «Махасвета Деві: свідка, захисниця, письменниця» (2001) Шашваті Талукдар засновано на житті громадської активістки та лауреата премії Magsaysay, Махасвета Деві, яка працює з цими громадами більше трьох десятиліть. Робота Деві вплинула на короткометражний документальний фільм 2005 року «Поводись як злодій» П. Керіма Фрідмана та Шашваті Талукдар про племінну театральну групу Чхара в Ахмедабаді, Індія. Після того, як у 1871 році їх назвали «природними злочинцями», громаду ув'язнили у трудовому таборі поблизу міста.

## Подальше читання
- Britain in India, 1765—1905, Volume 1: Justice, Police, Law and Order, Editors: John Marriott and Bhaskar Mukhopadhyay, Advisory Editor: Partha Chatterjee. Published by Pickering and Chatto Publishers, 2006. Full text of Criminal Tribes' Act, 1871, Act XXVII (1871) pp. 227—239
- The History of railway thieves: With illustrations & hints on detection (The criminal tribes of India series), by M. Pauparao Naidu. Higginbothams. 4th edition. 1915.
- The land pirates of India: An account of the Kuravers, a remarkable tribe of hereditary criminals, their extraordinary skill as thieves, cattle-lifters & highwayman & c, and their manners & customs, by William John Hatch. Pub. J.B. Lippincott Co. 1928. ASIN B000855LQK.
- The Criminal Tribes: A Socio-economic Study of the Principal Criminal Tribes and Castes in Northern India, by Bhawani Shanker Bhargava. Published by Published for the Ethnographic and Folk Culture Society, United Provinces, by the Universal Publishers, 1949.
- The Ex-criminal Tribes of India, by Y. C. Simhadri. Published by National, 1979.
- Crime and criminality in British India, by Anand A. Yang. Published for the Association for Asian Studies by the University of Arizona Press, 1985. ISBN 0-8165-0951-4ISBN 0-8165-0951-4.
- Creating Born Criminals, by Nicole Rafter. University of Illinois Press. 1998. ISBN 0-252-06741-XISBN 0-252-06741-X.
- Branded by Law: Looking at India's Denotified Tribes, by Dilip D'Souza. Published by Penguin Books, 2001. ISBN 0-14-100749-4ISBN 0-14-100749-4.
- The Strangled Traveler: Colonial Imaginings and the Thugs of India, by Martine van Woerkens, tr. by Catherine Tihanyi. University Of Chicago Press. 2002. ISBN 0-226-85085-4ISBN 0-226-85085-4.
- Legible Bodies: Race, Criminality and Colonialism in South Asia, by Clare Anderson. Berg Publishers. 2004. ISBN 1-85973-860-5ISBN 1-85973-860-5.
- The Criminal Tribes in India, by S.T. Hollins. Published by Nidhi Book Enclave. 2005. ISBN 81-902086-6-7ISBN 81-902086-6-7.
- Notes On Criminal Tribes Residing In Or Frequenting The Bombay Presidency, Berar, And The Central Provinces (1882), by E. J. Gunthorpe. Kessinger Publishing, LLC. 2008. ISBN 1-4366-2188-7ISBN 1-4366-2188-7.
- Dirks, Nicholas (1993). The hollow crown: ethnohistory of an Indian kingdom. University of Michigan Press. ISBN 978-0-472-08187-5.
- Mark Brown (2001), Race, science and the construction of native criminality in colonial India. Theoretical criminology, 5(3), pp. 345–368
- Brown, Mark (2003). Ethnology and Colonial Administration in Nineteenth-Century British India: The Question of Native Crime and Criminality. The British Journal for the History of Science. 36 (2): 201—219. doi:10.1017/S0007087403005004. JSTOR 4028233.
- Andrew J. Major (1999), State and Criminal Tribes in Colonial Punjab: Surveillance, Control and Reclamation of the 'Dangerous Classes', Modern Asian Studies, 33(3), pp. 657–688
- Kaaval Kottam (காவல் கோட்டம்): by Su. Venkatesan. Published by Tamizhini. Winner of Sahitya Academy Award for 2011. Describes the Thathanoor Kallar and their lives.
- Gupta, Charu (18 May 2007). ''Viranganas' and Reinvention of 1857.' Economic and Political Weekly, 42 (19): 1742. JSTOR 4419579.
- Rahul Ashok Kamble, Ritesh Kumar, and Arnab Chowdhury. (2023). '‘Ostracized by law’: The sociopolitical and juridical construction of the ‘criminal tribe’ in Colonial India.'' History and Anthropology. doi:10.1080/02757206.2023.2204866doi:10.1080/02757206.2023.2204866.